# Élections municipales srilankaises de 2025
Les élections municipales srilankaises de 2025 ont lieu le 6 mai 2025 afin de renouveler les membres des conseils municipaux du Sri Lanka.
Reporté à deux reprises depuis 2023, le scrutin voit la victoire de la coalition du président Anura Kumara Dissanayaka, le Pouvoir populaire national (NPP), qui remporte 3 927 sièges de conseillers municipaux et obtient 43,26 % des voix, soit une baisse notable par rapport à ses résultats aux élections législatives de l'année précédente,. La participation est relativement faible, s'élevant à 61,88 %, contre 79,46 % lors de la récente élection présidentielle de 2024 et 68,93 % aux législatives.

## Contexte
Initialement prévues pour le 9 mars 2023, les élections municipales sont une première fois reportées d'un mois en raison de problèmes organisationnels dont notamment des retards dans l'impression des bulletins de vote,. Ce retard, qui provoque d'importantes manifestations, conduit la Cour suprême du Sri Lanka à intervenir en obligeant la commission électorale à organiser le scrutin le plus tôt possible après le report. Fixées au 26 avril, les élections sont pourtant à nouveau reportées à une date indéterminée par le gouvernement du président Ranil Wickremesinghe, qui met de nouveau en avant un manque de fonds dans le contexte de la grave crise économique qui touche alors le pays, .
Le 20 mars 2025, la commission électorale annonce la tenue du scrutin pour le 6 mai.

## Résultats
|                          | Pouvoir populaire national (NPP)        | 4 503 930  | 43,26 | 3 927 |  |  |
|                          | Samagi Jana Balawegaya (SJB)            | 2 258 480  | 21,69 | 1 767 |  |  |
|                          | Sri Lanka Podujana Peramuna (SLPP)      | 954 517    | 9,17  | 742   |  |  |
|                          | Parti national uni (UNP)                | 488 406    | 4,69  | 381   |  |  |
|                          | Alliance populaire                      | 387 098    | 3,72  | 300   |  |  |
|                          | Ilankai Tamil Arasu Kachchi (ITAK)      | 307 657    | 2,96  | 377   |  |  |
|                          | Sarvajana Balaya (SB)                   | 294 681    | 2,83  | 226   |  |  |
|                          | Congrès musulman du Sri Lanka (SLMC)    | 139 858    | 1,34  | 116   |  |  |
|                          | Alliance nationale démocratique tamoule | 89 177     | 0,86  | 106   |  |  |
|                          | Autres partis                           | 987 006    | 9,48  | 851   |  |  |
|                          |                                         |            |       |       |  |  |
| Votes valides            | Votes valides                           | 10 410 810 | 98,07 |       |  |  |
| Votes blancs et nuls     | Votes blancs et nuls                    | 205 277    | 1,93  |       |  |  |
| Total                    | Total                                   | 10 616 087 | 100   | 8 793 |  |  |
| Abstentions              | Abstentions                             | 6 540 251  | 38,12 |       |  |  |
| Inscrits / participation | Inscrits / participation                | 17 156 338 | 61,88 |       |  |  |